# Йоан Кръстител (Леонардо)
Вижте пояснителната страница за други значения на Йоан Кръстител.
„Йоан Кръстител“ е картина, нарисувана от Леонардо да Винчи с маслени бои върху дърво. Създадена е от 1513 до 1516 по време на Италианския ренесанс и е последната картина на Леонардо. Оригиналните размери са 56,9 x 57,7 cm. Картината се съхранява в Лувъра в Париж, Франция.
Картината изобразява Йоан Кръстител в усамотение. Йоан е изобразен гол, с дълга къдрава коса и се усмихва загадъчно, като по този начин наподобява на известната картина на Леонардо „Мона Лиза“. Той изглежда женствено. Държи християнски кръст в лявата си ръка, а с дясната сочи небето. Смята се, че кръстът е добавен по-късно от неизвестен художник. Преди тази картина Леонардо прави друг Йоан Кръстител. Той е в цял ръст и не е на тъмен фон.